# 泰国文学

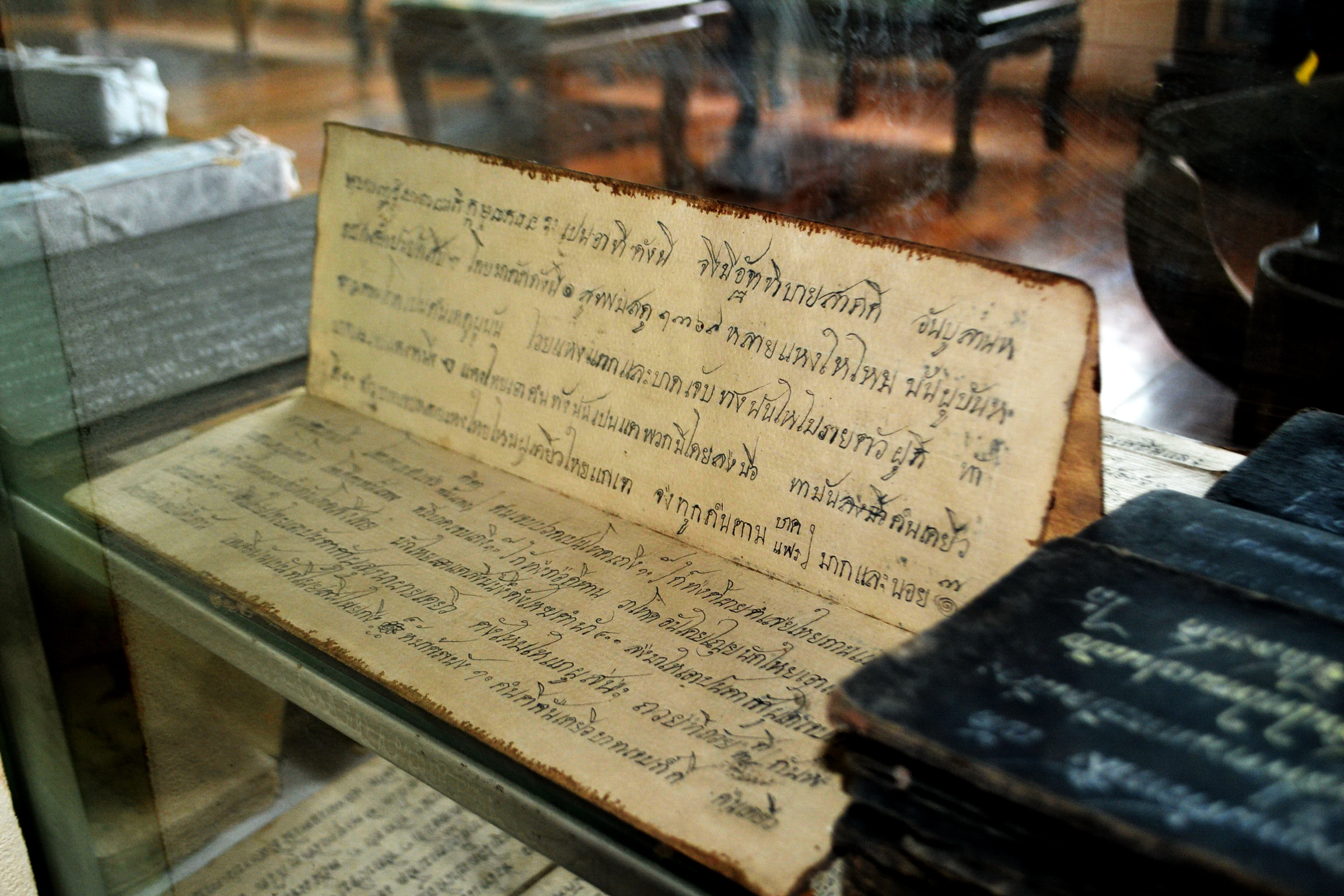
泰国文学

泰国文学是指暹羅泰族的文学作品，這些文學作品几乎完全用泰语写成。 19世纪以前，泰国的文学作品大多以诗歌的形式创作。當時泰國基本上只有史書的文體是散文。 许多文学作品随着1767年大城府被緬甸軍隊攻佔後，許多泰國文學作品失傳 。現今流傳下來的泰國詩歌中，长篇诗歌很少见，而史诗則几乎不存在。